# Lijst van oorlogsmonumenten in Tynaarlo
De Nederlandse gemeente Tynaarlo heeft 12 oorlogsmonumenten. Hieronder een overzicht.
| Nr.                             | Object                                                                            | Herdachte groep                                                                                              | Ontwerper                | Onthulling       | Type            | Locatie                                 | Plaats              | Coördinaten                  | Foto              |
| ------------------------------- | --------------------------------------------------------------------------------- | --- | ------------------------ | ---------------- | --------------- | --------------------------------------- | ------------------- | ---------------------------- | ----------------- |
| 1624                            | Monument aan de Stationsweg                                                       | verzet Nederland                                                                                             |                          |                  | gedenksteen     | Stationsweg                             | Zuidlaren           | 53° 5' 27" NB, 6° 40' 20" OL | Meer afbeeldingen |
| 1626                            | Joods monument                                                                    | vervolgden Nederland                                                                                         |                          | 2 mei 2000       | plaquette       | Zuiderstraat 1                          | Zuidlaren           | 53° 5' 31" NB, 6° 41' 6" OL  | Joods monument    |
| 1627                            | Monument in het voormalige gemeentehuis                                           | burgerslachtoffers                                                                                           | Johan Dijkstra           | 4 mei 1946       | overig          | Prinses Irenelaan 1a                    | Paterswolde         | 53° 8' 40" NB, 6° 34' 11" OL | Meer afbeeldingen |
| 1628                            | Verzetsmonument                                                                   | allen,militairen in dienst van het Nederlands Koninkrijk 1940-1945, burgerslachtoffers, vervolgden Nederland | Coen Schilt              | 4 mei 1951       | beeld/sculptuur | Oude Asserstraat                        | Vries               | 53° 4' 27" NB, 6° 34' 40" OL | Meer afbeeldingen |
| 1629                            | Verzetsmonument                                                                   | verzet Nederland                                                                                             | Lidi van Mourik Broekman | 3 mei 1947       | beeld/sculptuur | Groningerstraat by 2                    | Zuidlaren           | 53° 5' 50" NB, 6° 41' 19" OL | Meer afbeeldingen |
| 1630                            | Oorlogsmonument Kluivingsbos                                                      | burgerslachtoffers, vervolgden Nederland                                                                     |                          |                  | gedenksteen     | Kluivingsbos                            | Paterswolde         | 53° 9' 45" NB, 6° 33' 18" OL | Meer afbeeldingen |
| 1632                            | Monument op de Algemene begraafplaats                                             | militairen in dienst van het Nederlands Koninkrijk 1940-1945                                                 | Willem Valk              | 29 augustus 1948 | beeld/sculptuur | Kerkhoflaan                             | Eelde               | 53° 8' 7" NB, 6° 33' 53" OL  | Meer afbeeldingen |
| 2510                            | Monument voor Anne Zoetebier                                                      | |                          | 8 april 2004     | gedenksteen     | Norgerweg                               | Yde                 | 53° 6' 46" NB, 6° 35' 13" OL | Meer afbeeldingen |
| 2836                            | Monument De Duinen                                                                | burgerslachtoffers, vervolgden Nederland                                                                     |                          | 13 april 2006    | gedenksteen     | Lemferdingelaan                         | Paterswolde         | 53° 8' 42" NB, 6° 34' 42" OL | Meer afbeeldingen |
| 3255                            | Oorlogsmonument voor Cornelia Johanna van den Berg-van der Vlis en Lourens Touwen | verzet Nederland                                                                                             |                          | 8 september 1994 | gedenksteen     | Peesterweg                              | Zeijen              | 53° 3' 32" NB, 6° 31' 39" OL | Meer afbeeldingen |
| 3928                            | "De helletocht"                                                                   | patiënten Dennenoord                                                                                         | Anita Franken            | 27 maart 2013    | sculptuur       | Dennenoord                              | Zuidlaren           | 53° 5' 7" NB, 6° 40' 24" OL  | Meer afbeeldingen |
| Dit oorlogsmonument op Wikidata | Oorlogsmonument                                                                   | geallieerde militairen                                                                                       |                          |                  | gedenksteen     | Begraafplaats, Eswal                    | Vries               | 53° 4' 47" NB, 6° 34' 20" OL | Meer afbeeldingen |
| 3949                            | Lancastermonument                                                                 | bemanning Lancaster                                                                                          |                          | 4 mei 2015       | gedenksteen     | Woltsingel                              | Eelderwolde         | 53° 6' 8" NB, 6° 19' 28" OL  | Lancastermonument |
| Dit oorlogsmonument op Wikidata | Stolpersteine                                                                     | vervolgden Nederland                                                                                         | Gunter Demnig            |                  | reliëf          | Zie Lijst van Stolpersteine in Tynaarlo | Tynaarlo (gemeente) |                              | Meer afbeeldingen |

Aa en Hunze ·
Assen ·
Borger-Odoorn ·
Coevorden ·
De Wolden ·
Emmen ·
Hoogeveen ·
Meppel ·
Midden-Drenthe ·
Noordenveld ·
Tynaarlo ·
Westerveld